# 埼玉県道249号東松山停車場線

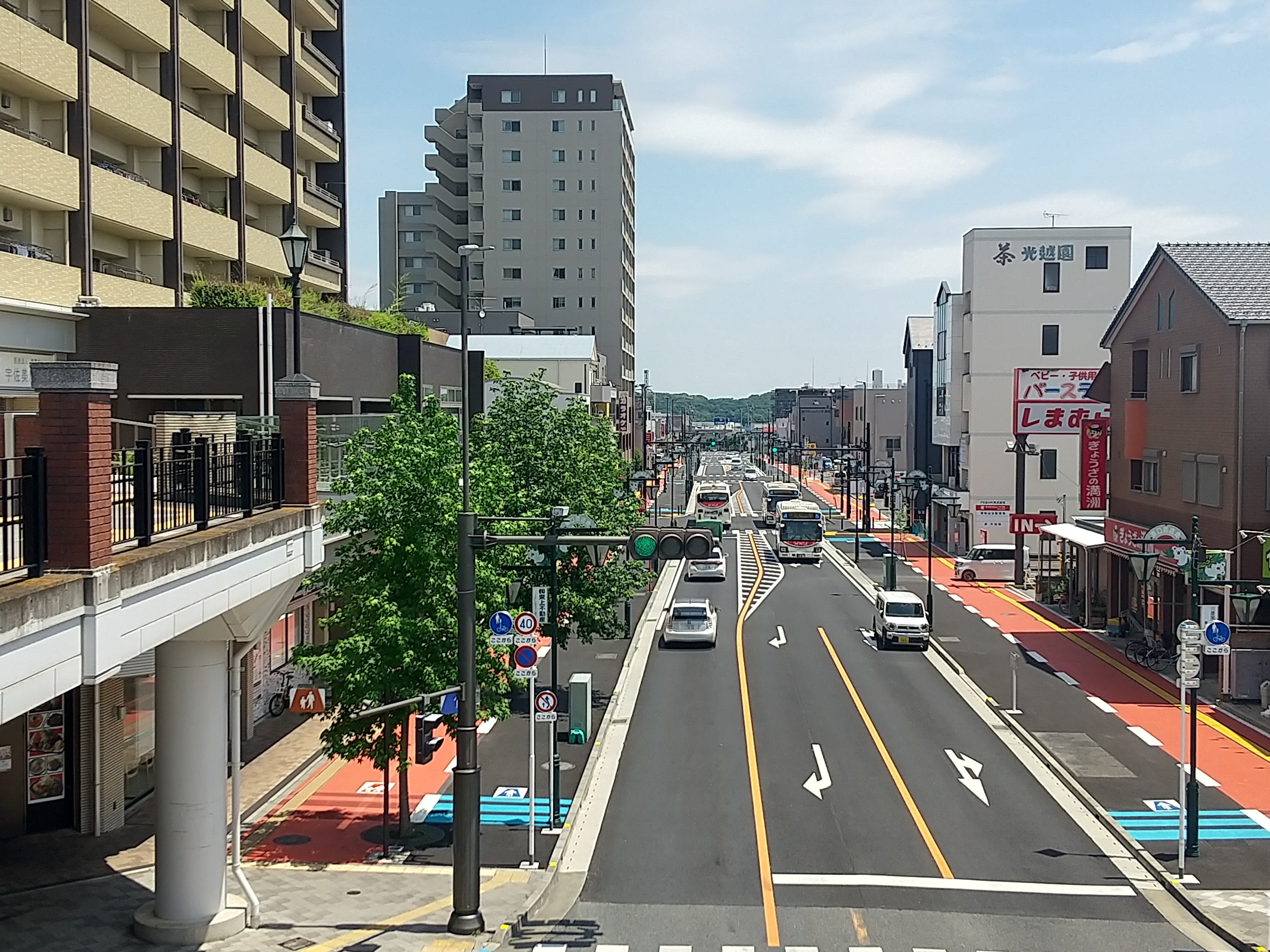
東松山市箭弓町、起点から

埼玉県道249号東松山停車場線（さいたまけんどう249ごう ひがしまつやまていしゃばせん）は、埼玉県東松山市箭弓町の埼玉県道66号行田東松山線東松山駅入口交差点から東松山駅東口に至る県道である。

## 起点・終点
- 陸上距離：0.386km
- 起点：埼玉県東松山市箭弓町交点 （東松山駅入口交差点）
- 終点：東松山停車場（東松山駅東口）

## 通過する自治体
- 埼玉県
  - 東松山市

## 交差する主な道路
- 埼玉県道66号行田東松山線（東松山市 東松山駅入口）

## 沿線
- 東松山郵便局
- 東松山税務署
- ザ・プライス東松山店
- 東松山駅